# 슌바준키
슌바쥰키(일본어: 舜馬順煕, 1185년 ~ 1248년, 재위: 1238년 ~ 1248년)는 슌텐 왕조(舜天王朝)의 2대째로 선대 슌텐(舜天)의 아들이고, 슌바쥰키의 후임 왕인 기혼(義本)의 아버지이다. 신호(神號)는 소노마스(其益) 또는 소노마스미(其益美)이다. 나카야마 세 악보에 의하면 슌바쥰키는 『부왕의 뒤를 이어 나라를 다스리는 국정도 온전했다.』고 적혀 있다. 기록으로 미루어 보면 나라를 아주 잘 다스린 명군이라 할 수 있다. 자세한 치적으로는 슈리성(首里城)을 축조하였으며 일본으로부터 가나 문자를 도입했다. 하지만 이 당시 류큐 왕국에는 한자가 도입되지 않았다.
하지만 이외의 슌바쥰키의 개인 기록에 대해서는 전혀 알려지지 않아 슌바쥰키를 포함한 슌텐 왕조는 전설이라는 설도 있다.